# 沈所镇
沈所镇，是中华人民共和国广东省韶关市始兴县下辖的一个乡镇级行政单位。

## 行政区划
沈所镇下辖以下地区：
沈所镇社区、沈南村、沈北村、群丰村、石内村、八一村、石下村、花山村、瑶族村、南方村、兴仁村和黄所村。